# Zubkowo (osiedle przy stacji)
Zubkowo (ros. Зубково) – osiedle przy stacji w Rosji, w obwodzie nowosybirskim, w rejonie krasnoziorskim. W 2010 liczyło 617 mieszkańców.